# Classe Clemenceau
Classe Clemenceau foi uma classe de porta-aviões que serviu à Marinha Nacional Francesa de 1961 até 2000, e na Marinha do Brasil, com o NAe São Paulo, de 2001 até 2017. Foi o primeiro projeto de porta-aviões bem sucedido da França após a Segunda Guerra Mundial e a espinha dorsal da frota francesa, durante seus quase quarenta anos de serviço.
Os porta-aviões de classe Clemenceau têm um design CATOBAR convencional. O convés de voo tem 165,5 m de comprimento por 29,5 m de largura; a área de aterragem é angulada a 8 graus fora do eixo do navio. O elevador dianteiro da aeronave é para estibordo e o elevador traseiro é posicionado na borda da plataforma para economizar espaço do hangar. A frente de duas catapultas de 52 metros é a porta na proa, a catapulta na popa está na plataforma de pouso angular. As dimensões do convés do hangar são de 152 metros por 22-24 metros, com uma sobrecarga de 7 metros.